# Medeiros (ort)
Medeiros är en ort i Brasilien.   Den ligger i kommunen Medeiros och delstaten Minas Gerais, i den sydöstra delen av landet, 500 km söder om huvudstaden Brasília. Medeiros ligger 930 meter över havet och antalet invånare är 3 444.
Terrängen runt Medeiros är platt söderut, men norrut är den kuperad. Runt Medeiros är det mycket glesbefolkat, med 3 invånare per kvadratkilometer.. Det finns inga andra samhällen i närheten.
Omgivningarna runt Medeiros är huvudsakligen savann.